# Grzegorz (Charkiewicz)
Grzegorz (ofic. tyt. Jego Ekscelencja Najprzewielebniejszy Grzegorz, Prawosławny Arcybiskup Bielski), imię świeckie Jerzy Charkiewicz (ur. 4 grudnia 1964 w Białymstoku) – polski arcybiskup prawosławny, wikariusz diecezji warszawsko-bielskiej.

## Życiorys
W 1979 rozpoczął naukę w Prawosławnym Seminarium Duchownym w Warszawie. Po jego ukończeniu kontynuował naukę w dwuletnim Wyższym Prawosławnym Seminarium Duchownym w Jabłecznej. W 1987 rozpoczął studia na Leningradzkiej Akademii Teologicznej, gdzie w 1991 obronił pracę magisterską. W 1989 z rąk Jego Ekscelencji Arcybiskupa Sawy otrzymał święcenia diakońskie, a trzy lata później kapłańskie. Również w 1992 złożył wieczyste śluby zakonne. Od 1996 był asystentem w Katedrze Teologii Praktycznej w Chrześcijańskiej Akademii Teologicznej. Od 1996 jest również nauczycielem liturgiki i języka starocerkiewnosłowiańskiego w Studium Ikonograficznym w Bielsku Podlaskim. 
12 maja 1998 otrzymał chirotonię biskupią i został mianowany biskupem bielskim oraz wikariuszem diecezji warszawsko-bielskiej. Biskup Grzegorz w imieniu Świętego Soboru Biskupów jako dziekan sprawował opiekę nad klasztorami prawosławnymi w Polsce. 
1 kwietnia 2008 powołano go na namiestnika monasteru w Supraślu oraz na wikariusza diecezji białostocko-gdańskiej z tytułem biskupa supraskiego. 9 listopada 2010 Sobór Biskupów PAKP przychylił się do prośby bpa Grzegorza o odwołaniu go ze stanowiska namiestnika monasteru w Supraślu oraz proboszcza parafii przyklasztornej, pozostawiając go jednocześnie na stanowisku biskupa supraskiego.
W 2016 r. decyzją Świętego Soboru Biskupów PAKP wybrany opiekunem duchowym Bractwa Młodzieży Prawosławnej w Polsce.
Po śmierci arcybiskupa wrocławskiego i szczecińskiego Jeremiasza (17 kwietnia 2017) pełnił czasowo (do 16 maja 2017) obowiązki ordynariusza diecezji wrocławsko-szczecińskiej. Również po śmierci arcybiskupa łódzkiego i poznańskiego Szymona (28 czerwca 2017) pełnił czasowo (do 24 września 2017) obowiązki ordynariusza diecezji łódzko-poznańskiej.
W 2017 r., postanowieniem Świętego Soboru Biskupów, powrócił do diecezji warszawsko-bielskiej jako jej wikariusz, ponownie z tytułem biskupa bielskiego. 9 października 2017 został podniesiony do godności arcybiskupa.
16 maja 2019 roku Burmistrz Miasta Bielsk Podlaski przyznał arcybiskupowi Grzegorzowi Medal „Zasłużony dla Miasta Bielsk Podlaski” jako wyraz uznania za szczególne zasługi dla miasta Bielsk Podlaski.
18 marca 2025 r. arcybiskup Grzegorz został zwolniony ze stanowiska opiekuna Bractwa Młodzieży Prawosławnej i powołany na stanowisko Dziekana Monasterów PAKP.